# Reinhardt Richter
Reinhardt Richter (* 10. September 1928 in Kontopp; † 29. Februar 2004 in Berlin) war ein evangelischer Theologe. Er wirkte als Pfarrer, Superintendent und Generalsuperintendent in der Evangelischen Kirche in Berlin-Brandenburg. Als Moderator des Runden Tisches 1989 und 1990 im Bezirk Cottbus und später als Unterstützer von Manfred Stolpe wurde er überregional bekannt.

## Leben
Der Pfarrerssohn Reinhardt Richter war das dritte von acht Kindern und besuchte Schulen in Prittag und Breslau. Mit seiner Familie fand er im Jahre 1945 Zuflucht in Oberstdorf im Allgäu. Er studierte evangelische Theologie an den Universitäten in Erlangen, Heidelberg und Marburg, blieb aber dem Osten Deutschlands verbunden. Nach einem Vikariat in West-Berlin war er von 1953 bis 1960 Vikar in Dissen, gleichzeitig Studentenpfarrer in Cottbus und wurde am 4. Juli 1954 ordiniert. 1960 wurde er Superintendent des Kirchenkreises Seelow und wirkte dort bis 1974. Vom 1. Februar 1974 bis 1982 leitete er ebenfalls als Superintendent den Kirchenkreis Oberspree in Köpenick. 1982 wurde Richter dann Generalsuperintendent des Sprengels Cottbus und blieb bis 1993 in diesem Amt. Zur Feier am Tag der Deutschen Einheit während der Festsitzung im Stadttheater Cottbus hielt er am 3. Oktober 1990 die Festrede.

## Wirken
Bereits als Superintendent in Seelow wurde Reinhardt Richter in Berichten des Ministeriums für Staatssicherheit namentlich genannt. Nach eigenen Angaben nahm er in dieser Zeit auch das erste Mal selbst Kontakt mit dem Staatssicherheitsdienst auf, um eine Frau in seiner Gemeinde bei der Beendigung ihrer Tätigkeit als Informantin zu unterstützen. Er bekannte sich dazu, diese Kontakte gegen den Rat des Bischofs Forck auch in seinen späteren Ämtern fortgesetzt zu haben, um Menschen zu helfen, die mit der Staatsmacht in Konflikt geraten waren. Richter wusste sich in dieser Haltung in Übereinstimmung mit der des Kirchenjuristen Manfred Stolpe. Während der Amtszeit Stolpes als Ministerpräsident von Brandenburg gehörte Reinhardt Richter zu den acht Kirchenmännern, die am 3. Mai 1992 öffentlich bezeugten, der Kirchenjurist habe „im Interesse der evangelischen DDR-Kirche Kontakte zum Ministerium für Staatssicherheit (MfS) gepflegt“. Am gleichen Tag sprach Richter öffentlich auch über seine eigenen Kontakte zur Staatssicherheit.
In den letzten Jahren der DDR erwarb sich Reinhardt Richter als Moderator des Runden Tisches in Cottbus Verdienste wegen seiner Vermittlungskünste und wurde Wahlkreisleiter der letzten Volkskammerwahl 1990. 1991 erhielt er die Berufung zum Vorsitzenden des Fördervereins der zu gründenden Brandenburgischen Technischen Universität Cottbus-Senftenberg.
Schon als Pfarrer in Dissen während der 1950er Jahre machte sich Richter als Förderer der wendischen Sprache im Gottesdienst verdient. In die Zeit seines Wirkens als Generalsuperintendent fällt sein besonderer Einsatz für diese gefährdete Sprache. Mit seiner Unterstützung wurden im September 1987 in Dissen und 1988 in Jänschwalde erstmals wieder Gottesdienste in Wendisch seit dem Verbot von 1941 gehalten. Ebenfalls 1988 wurde Richter Vorsitzender der Arbeitsgruppe „Wendischer Gottesdienst“, die im darauf folgenden Jahr die Anerkennung als kirchlicher Arbeitskreis der Evangelischen Kirche in Berlin-Brandenburg erreichte. Auch nach dem Ende seiner Amtszeit setzte er sein Engagement als Mitgründer und Finanzbeauftragter des Fördervereins für den Gebrauch der wendischen Sprache in der Kirche e.V. (Spěchowańske towaristwo za serbsku rěc w cerkwi z. T.) im Jahre 1994 fort. Als einer der maßgeblichen Mitarbeiter an einem wendischen Gesangbuch erlebte Richter dessen Erscheinen im Jahre 2006 nicht mehr.